# Lubunga
Lubunga est une commune du sud de la ville de Kisangani en République démocratique du Congo. Elle était connue sous le nom de commune belge II au temps du Congo belge. C'est la seule des communes de la ville située sur la rive gauche du fleuve Congo.
Elle héberge notamment un port fluvial de l'ONATRA et la gare de la SNCC pour les trains en provenance d'Ubundu, ainsi que la paroisse catholique Sainte-Marthe.
Les Studios Kabako, organisation culturelle fondée par Faustin Linyekula, développent depuis 2013 des activités éducatives et culturelles sur la commune qui devrait accueillir en 2019 un centre culturel de quartier.

## Conflit Mbole-Lengola
À partir de février 2023, les Mbole reprochent aux Lengola d'avoir vendu des terres situées à Lubunga dont les Mbole s'estiment propriétaires. En octobre 2023, 500 morts et 70 000 déplacés sont reliés à ce conflit entre Lengola et Mbole que les autorités congolaises n'arrivent pas à contrôler et qui s'étend jusqu'à Kisangani,,,.